# Calamonte (kommunhuvudort)
Calamonte är en kommunhuvudort i Spanien.   Den ligger i provinsen Provincia de Badajoz och regionen Extremadura, i den sydvästra delen av landet, 290 km sydväst om huvudstaden Madrid. Calamonte ligger 237 meter över havet och antalet invånare är 6 117.
Terrängen runt Calamonte är huvudsakligen platt, men åt sydväst är den kuperad. Runt Calamonte är det ganska tätbefolkat, med 70 invånare per kvadratkilometer. Närmaste större samhälle är Mérida, 4,9 km nordost om Calamonte. Trakten runt Calamonte består till största delen av jordbruksmark.